# Neolophonotus membrana
Neolophonotus membrana là một loài ruồi trong họ Asilidae. Neolophonotus membrana được Londt miêu tả năm 1987. Loài này phân bố ở vùng nhiệt đới châu Phi.